# Hemau
Hemau is een plaats in de Duitse deelstaat Beieren, gelegen in het Landkreis Regensburg. De stad telt 9.317 inwoners en ligt ten westen van de stad Regensburg.

## Geografie
Hemau heeft een oppervlakte van 122,46 km² en ligt in het zuiden van Duitsland. Eerdere benamingen waren Hembaur (9e eeuw) en Hembur (13e eeuw). De plaats ligt op de beboste bergrug Tangrintel aan een sinds de 12e eeuw bestaande handelsroute van Frankfurt am Main via Würzburg, Neurenberg en Regensburg naar Passau. In 1305 verkreeg Hemau stadsrechten.
Nabij Hemau ligt sinds 2002 het (toenmaals) grootste zonnecellenpark ter wereld. De plaats wordt dan ook wel Solarstadt genoemd.